# Uuden Musiikin Kilpailu 2022
L'undicesima edizione di Uuden Musiikin Kilpailu si è svolta presso il Logomo di Turku il 26 febbraio 2022 e ha selezionato il rappresentante finlandese all'Eurovision Song Contest 2022 a Torino.
I vincitori sono stati The Rasmus con Jezebel.

## Organizzazione
L'emittente finlandese Yleisradio (Yle) ha confermato la partecipazione della Finlandia all'Eurovision Song Contest 2022 il 24 maggio 2021, annunciando inoltre l'organizzazione dell'11ª edizione di Uuden Musiikin Kilpailu (UMK) per selezionare il proprio rappresentante. Dal 1º settembre 2021 l'emittente ha dato la possibilità agli aspiranti partecipanti di inviare i propri brani entro il 6 settembre successivo, con la condizione che gli artisti partecipanti e che almeno uno dei compositori fossero cittadini o residenti permanenti in Finlandia.
Il festival si è svolto in un'unica serata da 7 partecipanti dove il voto combinato del televoto e della giuria internazionale, con un peso rispettivamente del 75% e del 25% sul risultato, ha decretato il vincitore.

### Giuria
La giuria internazionale per UMK 2022 è stata composta da:
- Cipro – Elena Tsagkrinou (Rappresentante di Cipro all'Eurovision Song Contest 2021)
- Germania – Jendrik (Rappresentante della Germania all'Eurovision Song Contest 2021)
- Italia – Marta Cagnola
- Norvegia – Keiino (Rappresentanti della Norvegia all'Eurovision Song Contest 2019)
- Rep. Ceca – Albert Černý (Rappresentante della Repubblica Ceca all'Eurovision Song Contest 2019 come parte dei Lake Malawi)
- Serbia – Bojana Stamenov (Rappresentante della Serbia all'Eurovision Song Contest 2015)
- Spagna – Rosa López (Rappresentante della Spagna all'Eurovision Song Contest 2002)

## Partecipanti
I sette partecipanti sono stati scelti fra le 312 proposte, e sono stati rivelati il 12 gennaio 2022. I brani saranno pubblicati in digitale ciclicamente dal 13 fino al 21 gennaio 2022.
| Artista        | Titolo                   | Lingua     | Compositori                                                            |
| -------------- | ------------------------ | ---------- | ---------------------------------------------------------------------- |
| Bess           | Ram pam pam              | Finlandese | Bess, Jonas Olsson, Tomi Saario, Jonas Angeria                         |
| Cyan Kicks     | Hurricane                | Inglese    | Elize Ryd, Niila Perkkiö, Susanna Alexandra, Chris Walla, Zakk Cervini |
| Isaac Sene     | Kuuma jäbä               | Finlandese | Isaac Sene, Yrjänä                                                     |
| Olivera        | Thank God I'm an Atheist | Inglese    | Katriina Ullakko, Lenno Linjama, Alpo Nummelin                         |
| The Rasmus     | Jezebel                  | Inglese    | Lauri Ylönen, Desmond Child                                            |
| Tommi Läntinen | Elämä kantaa mua         | Finlandese | Leo Hakanen, Jere Marttila, Elli Haloo                                 |
| Younghearted   | Sun numero               | Finlandese | Reeta Huotarinen, Joonas Keronen, Vilma Alina                          |

## Finale
La finale si è tenuta il 26 febbraio 2022 presso il Logomo di Turku ed è stata presentata da Paula Vesala e Mmiisas. L'ordine d'uscita è stato reso noto il 16 febbraio 2022.
La serata è stata aperta dai Blind Channel, vincitori dell'edizione precedente, mentre i JVG si sono esibiti durante la fascia dedicata al televoto.
1 900 000 finlandesi hanno seguito almeno una parte dell'evento dal vivo, con una media di un milione di spettatori, rendendola l'edizione di UMK più seguita. Sono stati inviati 152 402 voti, di cui 103 826 con l'app ufficiale e 48 546 via SMS o chiamata.
| # | Artista        | Titolo                   | Punteggio | Punteggio | Punteggio | Posizione |
| # | Artista        | Titolo                   | Giuria    | Televoto  | Totale    | Posizione |
| - | -------------- | ------------------------ | --------- | --------- | --------- | --------- |
| 1 | The Rasmus     | Jezebel                  | 68        | 242       | 310       | 1         |
| 2 | Isaac Sene     | Kuuma jäbä               | 28        | 99        | 127       | 5         |
| 3 | Olivera        | Thank God I'm an Atheist | 46        | 121       | 167       | 4         |
| 4 | Bess           | Ram pam pam              | 56        | 148       | 204       | 3         |
| 5 | Younghearted   | Sun numero               | 40        | 51        | 91        | 6         |
| 6 | Cyan Kicks     | Hurricane                | 52        | 169       | 221       | 2         |
| 7 | Tommi Läntinen | Elämä kantaa mua         | 4         | 52        | 56        | 7         |

| Brano                    | CYP | NOR | SRB | DEU | ESP | CZE | ITA | Totale |
| ------------------------ | --- | --- | --- | --- | --- | --- | --- | ------ |
| Jezebel                  | 6   | 12  | 10  | 12  | 10  | 6   | 12  | 68     |
| Kuuma jäbä               | 2   | 6   | 8   | 6   |     | 10  | 2   | 28     |
| Thank God I'm an Atheist | 12  | 4   | 6   | 10  | 6   | 4   | 4   | 46     |
| Ram pam pam              | 10  | 2   | 12  | 8   | 12  | 2   | 10  | 56     |
| Sun numero               | 8   | 8   | 4   | 4   | 2   | 8   | 6   | 40     |
| Hurricane                | 4   | 10  | 8   | 2   | 8   | 12  | 8   | 52     |
| Elämä kantaa mua         |     |     |     |     | 4   |     |     | 4      |